# Kuurne–Bryssel–Kuurne

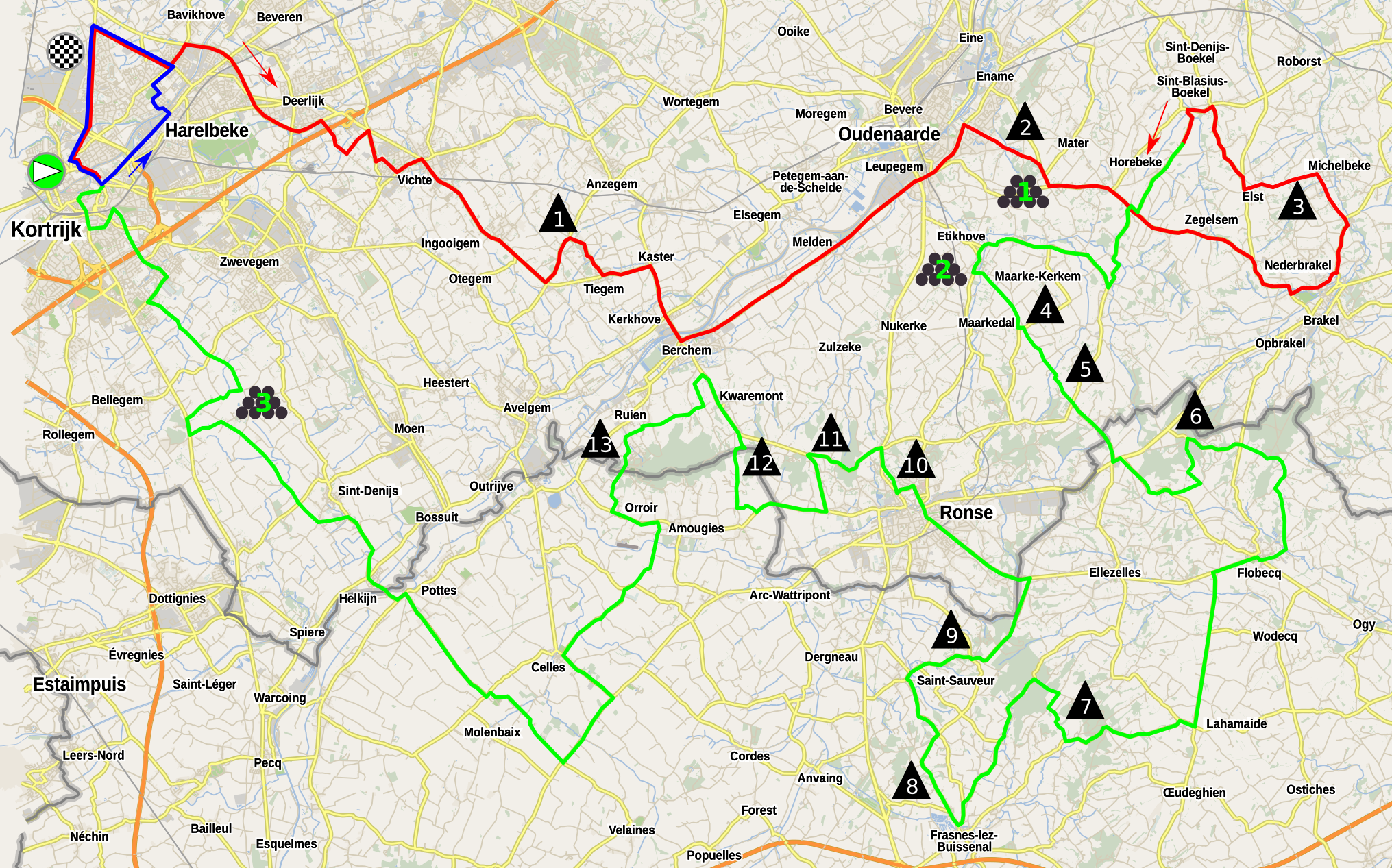
Bansträckning 2024.

Kuurne–Bryssel–Kuurne (Kuurne-Brussel-Kuurne på nederländska) är ett endagslopp i landsvägscykling som avhålls årligen i Flandern, Belgien. Tävlingen hålls den sista söndagen i februari eller den första söndagen i mars varje år. Cykeltävlingen Omloop Het Nieuwsblad inleder säsongen i norra Europa och Kuurne-Bryssel-Kuurne följer upp dagen därpå. 
Starten sker på hippodromen i Kuurne och loppet går sedan österut och upp i Ardennerna, men når, namnet till trots, inte ända till Bryssel. Återresan till Kuurne är ganska lång och flack, så de tuffa stigningarna (några med gatsten, som Kruisberg och Oude Kwaremont) i bergen är inte lika utslagsgivande som i Omloop Het Nieuwsblad och segraren är ofta en sprinter.
Den första upplagan av Kuurne-Bryssel-Kuurne (kallad "Kuurne omloop") hölls 1945 och vinnaren blev belgaren Valère Ollivier, en cyklist som också vann tävlingen 1950. 1946 kallades tävlingen "Bryssel-Kuurne", men året därefter fick den sitt nuvarande namn. Dock hette loppet från 1968 till 1978 Omloop der Beide Vlaanderen.
Tom Boonen innehar rekordet i antal vunna Kuurne-Bryssel-Kuurne - tre stycken.
Vid Kuurne-Bryssel-Kuurne 1961 dömdes dött lopp mellan Léon Van Daele och Fred De Bruyne och båda tilldömdes segern i enlighet med ex aequo et bono, utifrån det skäliga och goda.
Från 2005 var tävlingen del av UCI Europe Tour och klassificerades som 1.HC. Sedan 2020 ingår den i UCI ProSeries (1.Pro).
Tre gånger har loppet ställts in på grund av snö eller kyla: 1986, 1993 och 2013.

## Segrare[2][1]
- 1945  Valère Ollivier
- 1946  Henri Delmuylle
- 1947  André Pieters
- 1948  Achiel Buysse
- 1949  Albert Decin
- 1950  Valère Ollivier
- 1951  André Declerck
- 1952  André Maelbrancke
- 1953  Leopold Degraevelyn
- 1954  Léon Van Daele
- 1955  Joseph Planckaert
- 1956  Henri Denys
- 1957  Jef Verhelst
- 1958  Gilbert Desmet I
- 1959  Gentil Saelens
- 1960  Joseph Planckaert
- 1961  Léon Van Daele och 
          Fred De Bruyne
- 1962  Piet Rentmeester
- 1963  Noël Foré
- 1964  Arthur Decabooter
- 1965  Guido Reybrouck
- 1966  Gustaaf Desmet
- 1967  Daniel Van Ryckeghem
- 1968  Eric Leman
- 1969  Freddy Decloedt
- 1970  Roger De Vlaeminck
- 1971  Roger De Vlaeminck
- 1972  Gustaaf Van Roosbroeck
- 1973  Walter Planckaert
- 1974  Wilfried Wesemael
- 1975  Frans Verhaeghen
- 1976  Frans Verhaeghen
- 1977  Patrick Sercu
- 1978  Patrick Lefevere
- 1979  Walter Planckaert
- 1980  Jan Raas
- 1981  Jos Jacobs
- 1982  Gregor Braun
- 1983  Jan Raas
- 1984  Jos Lammertink
- 1985  William Tackaert
- 1986 Inställd
- 1987  Ludo Peeters
- 1988  Hendrik Redant
- 1989  Edwig Van Hooydonck
- 1990  Hendrik Redant
- 1991  Johnny Dauwe
- 1992  Olaf Ludwig
- 1993 Inställd
- 1994  Johan Museeuw
- 1995  Frédéric Moncassin
- 1996  Rolf Sørensen
- 1997  Johan Museeuw
- 1998  Andrei Tchmil
- 1999  Jo Planckaert
- 2000  Andrei Tchmil
- 2001  Peter Van Petegem
- 2002  Jaan Kirsipuu
- 2003  Roy Sentjens
- 2004  Steven de Jongh
- 2005  George Hincapie
- 2006  Nick Nuyens
- 2007  Tom Boonen
- 2008  Steven de Jongh
- 2009  Tom Boonen
- 2010  Bobbie Traksel
- 2011  Christopher Sutton
- 2012  Mark Cavendish
- 2013 Inställd på grund av snö
- 2014  Tom Boonen
- 2015  Mark Cavendish
- 2016  Jasper Stuyven
- 2017  Peter Sagan
- 2018  Dylan Groenewegen
- 2019  Bob Jungels
- 2020  Kasper Asgreen
- 2021  Mads Pedersen
- 2022  Fabio Jakobsen
- 2023  Tiesj Benoot
- 2024  Wout van Aert
- 2025  Jasper Philipsen